# Peter Russell
Peter James Russell (Baltimora, 22 febbraio 1992) è un ex pallavolista statunitense.
Giocava nel ruolo di schiacciatore.

## Biografia
Figlio di Stewart e Marian Russell, nasce a Baltimora, nel Maryland. Ha quattro fratelli: Aaron, Samuel, Tim e Paul; Aaron è un pallavolista e ha giocato per tre anni insieme a Peter alla Penn State, dove ha giocato anche suo padre.

## Carriera

### Club
La carriera di Peter Russell inizia nel Maryland Program; parallelamente frequenta la Centennial High School, dove gioca anche a calcio. Al termine delle scuole superiori, viene selezionato dalla Penn State, prendendo parte alla Division I NCAA dal 2011 al 2014: benché si qualifichi ogni anno per la final four, non va mai oltre le semifinali coi Nittany Lions.
Un anno dopo aver concluso la propria carriera universitaria, firma il suo primo contratto professionistico per la stagione 2015-16, approdando nella 1. Bundesliga tedesca per difendere i colori del Bühl: conclusa l'annata non firma più alcun contratto, terminando così la propria carriera.